# La Vie nue
Pour plus de détails, voir Fiche technique et Distribution.
La Vie nue est un film français réalisé par Dominique Boccarossa et sorti en 2003.

## Fiche technique
- Titre : La Vie nue
- Réalisation : Dominique Boccarossa
- Scénario : Dominique Boccarossa
- Photographie : Jean-Jacques Bouhon
- Costumes : Françoise Arnaud
- Décors : Françoise Arnaud
- Son : Nicolas Becker et Raphaël Sohier
- Montage : Sophie Vincendeau
- Musique : Christophe Chevalier
- Pays d'origine :  France
- Producteur : Humbert Balsan
- Production : Gémini Films - Maïa Films - Ognon Pictures
- Durée : 90 minutes
- Date de sortie : France - 4 juin 2003

## Distribution
- Yann Goven : Lazare
- Catherine Buquen : Juliette
- Véra Briole : l'inconnue de la dernière danse
- Jean-Louis Richard : le patron
- Pierre Hiessler : l'homme des vidéos
- Mostéfa Djadjam : le médecin
- Laurent Vercelletto : l'astrophysicien
- Alain Umhauer : le peintre
- Jean-Paul Zehnacker : le père de Juliette
- Pierre Gérald
- Xing Xing Cheng

## Sélection
- Festival de Cannes 2003 (programmation ACID)[1]